# Катастрофа Piper PA-46 Malibu над Ла-Маншем
Катастрофа Piper PA-46 Malibu над Ла-Маншем — авиационная катастрофа, произошедшая 21 января 2019 года. Частный самолёт Piper PA-46-310P Malibu выполнял чартерный рейс по маршруту Нант—Кардифф, но примерно через 1 час и 8 минут после взлёта рухнул в пролив Ла-Манш около Олдерни и маяка Каскетс в районе Нормандских островов. Погибли оба находившиеся на его борту 2 человека — пилот и пассажир (аргентинский футболист Эмилиано Сала).

## Самолёт
Piper PA-46-310P Malibu (регистрационный номер N264DB, серийный 46-8408037) был зарегистрирован в США. Был выпущен в 1984 году, сертификат о лётной годности был выдан 27 апреля того же года. Оснащён поршневым турбированным двигателем Continental TSIO-520-BE мощностью 310 л.с.. На день катастрофы (по данным на 30 ноября 2018 года) налетал 6636 часов.

## Сведения о пилоте
Самолётом управлял 59-летний Дэвид Ибботсон (англ. David Ibbotson), налетавший свыше 3500 часов (свыше 30 из них на Piper PA-46 Malibu).

## Хронология событий

### Вылет, катастрофа
Piper PA-46-310P Malibu борт N264DB, принадлежавший футбольному агенту Уильяму Маккею, вылетел из Нанта в 19:15 GMT (20:15 CET); на его борту находились пилот Ибботсон и 1 пассажир — аргентинский футболист Эмилиано Сала, который за 2 дня до рейса (19 января) перешёл из «Нанта» в «Кардифф Сити» и в тот же день совершил перелёт на этом же самолёте из Кардиффа в Нант, чтобы собрать свои личные вещи и попрощаться с бывшими партнёрами по команде.
В 20:20, пролетая на высоте 1500 метров около Гернси, пилот запросил снижение, из-за плохих погодных условий. В 20:23 GMT (21:23 CET) метка борта N264DB исчезла с радаров авиадиспетчеров над проливом Ла-Манш на высоте 700 метров в 22 километрах от Олдерни.

### Поисковая операция
Практически сразу после потери связи с самолётом совместными силами британских Нормандских островов и Франции была начата поисково-спасательная операция. В первые сутки поисков обломки самолёта или тела найти не удалось. В ночь с 21 на 22 января операция была прервана из-за спустившегося тумана. К операции были привлечены 2 самолёта и несколько катеров.
24 января полиция прекратила поиски самолёта, 27 января стартовала частная операция по подводным поискам (при этом отмечалось, что они продлятся до тех пор, пока самолёт не будет найден); средства на поиски были собраны на краудфандинговой платформе GoFundMe, всего за 2 дня были собраны € 300 000.
30 января сообщили об обнаружении на побережье Франции двух подушек от кресел из разбившегося самолета.
4 февраля океанограф Дэвид Мернс обнаружил на дне Ла-Манша в районе острова Гернси обломки борта N264DB. Также с помощью дистанционно управляемой подводной видеокамеры было обнаружено одно тело, но изначально было не известно, кому оно принадлежало — Сале или Ибботсону.
7 февраля было официально объявлено, что найденное тело принадлежит Эмилиано Сале.
27 февраля начались поиски тела пилота Дэвида Ибботсона (средства на поиски также были собраны на GoFundMe; было собрано £ 250 000, причём £ 27 000 из них перевёл Килиан Мбаппе), но найти его так и не удалось.

## Расследование
Расследование причин катастрофы над Ла-Маншем проводил Отдел по расследованию авиационных происшествий Великобритании (AAIB).
Окончательный отчёт расследования был опубликован 13 марта 2020 года.

## Культурные аспекты
Катастрофа над Ла-Маншем показана в 24 сезоне канадского документального телесериала Расследования авиакатастроф в серии «Пропавший звёздный футболист».